# Matteo Trentin
Matteo Trentin (ur. 2 sierpnia 1989 w Borgo Valsugana) – włoski kolarz szosowy.

## Najważniejsze osiągnięcia
Opracowano na podstawie:

2010
- 1. miejsce na 1. etapie Giro della Regione Friuli Venezia Giulia

2011
- 1. miejsce w mistrzostwach Włoch do lat 23 (start wspólny)
- 1. miejsce w Gran Premio della Liberazione
- 1. miejsce w Trofeo Alcide Degasperi

2013
- 1. miejsce na 14. etapie Tour de France

2014
- 1. miejsce na 7. etapie Tour de France
- 1. miejsce na 6. etapie Tour de Suisse

2015
- 1. miejsce w Paryż-Tours
- 3. miejsce w E3 Harelbeke
- 1. miejsce na 2. i 5. etapie Tour du Poitou-Charentes
- 1. miejsce na 6. etapie Tour of Britain
- 2. miejsce w Giro del Piemonte
- 3. miejsce w Coppa Bernocchi

2016
- 1. miejsce na 18. etapie Giro d’Italia
- 1. miejsce na 4. etapie Tour de Wallonie

2017
- 1. miejsce na 2. etapie Vuelta a Burgos
- 1. miejsce na 4., 10., 13. i 21. etapie Vuelta a España
- 1. miejsce w Paryż-Tours

2018
- 1. miejsce w mistrzostwach Europy (start wspólny)
- 5. miejsce w EuroEyes Cyclassics
- 1. miejsce na 5. etapie Tour of Guangxi

2019
- 1. miejsce na 2. etapie Volta a la Comunitat Valenciana
- 1. miejsce na 2. i 5. etapie Vuelta a Andalucía
- 1. miejsce na 17. etapie Tour de France
- 1. miejsce na 2. etapie Tour of Britain
- 1. miejsce w Trofeo Matteotti
- 2. miejsce w mistrzostwach świata (start wspólny)

2020
- 3. miejsce w Gandawa-Wevelgem

2021
- 3. miejsce w Gandawa-Wevelgem
- 3. miejsce w Brabantse Pijl
- 1. miejsce w Trofeo Matteotti
- 2. miejsce w Coppa Agostoni
- 2. miejsce w Giro del Veneto

2022
- 2. miejsce w Vuelta a Murcia
- 1. miejsce w Le Samyn
- 1. miejsce w klasyfikacji punktowej Tour de Luxembourg
  - 1. miejsce na 2. etapie
- 1. miejsce w Giro del Veneto

2024
- 3. miejsce w Clasica de Almeria
- 1. miejsce w Tour de Wallonie
- 1. miejsce w klasyfikacji punktowej
- 1. miejsce na 4. etapie

## Rankingi
| Rok             | 2010 | 2011 | 2012 | 2013 | 2014 | 2015 | 2016 | 2017 | 2018 | 2019 | 2020 | 2021 | 2022 | 2023 | 2024 |
| --------------- | ---- | ---- | ---- | ---- | ---- | ---- | ---- | ---- | ---- | ---- | ---- | ---- | ---- | ---- | ---- |
| UCI World Tour  |      |      | -    | 113. | 95.  | 74.  | 93.  | 61.  | 77.  |      |      |      |      |      |      |
| World Ranking   |      |      |      |      |      |      | 69.  | 23.  | 70.  | 19.  | 59.  | 24.  | 45.  | 92.  | 81.  |
| UCI Europe Tour | 143. | -    |      |      |      |      | 98.  | 10.  | 73.  | 18.  | 49.  | 21.  | 38.  | 74.  | 65.  |
| UCI Asia Tour   | -    | -    |      |      |      |      | 494. | -    | 306. |      |      |      |      |      |      |
|                 |      |      |      |      |      |      |      |      |      |      |      |      |      |      |      |
| Źródło: UCI     |      |      |      |      |      |      |      |      |      |      |      |      |      |      |      |